# Varessia
Varessia är en kommun i departementet Jura i regionen Bourgogne-Franche-Comté i östra Frankrike. Kommunen ligger i kantonen Orgelet som tillhör arrondissementet Lons-le-Saunier. År 2018 hade Varessia 33 invånare.

## Befolkningsutveckling
Antalet invånare i kommunen Varessia
Referens:INSEE